# Górowo (województwo wielkopolskie)
Górowo – kolonia w Polsce położona w województwie wielkopolskim, w powiecie konińskim, w gminie Krzymów.